# KinoLand (мережа кінотеатрів)
KinoLand (раніше Кіноцентр)  — мережа кінотеатрів, засновником і власником якої є Олександр Кагановський. Перший кінотеатр кіномережі "Познань" відкрили 2001 року у Харкові. У травні 2015 відбувся ребрендинг і кінотеатральна мережа змінила назву з Кіноцент на КіноЛенд. Станом на 2016 рік мережа «KinoLand» налічує 5 кінотеатрів в Харкові, разом в яких розміщується 23 екранів.

## Кінотеатри
Харків
- Кінотеатр ім. О. Довженка. Адреса: Харків, вул. 23 Серпня, 61. Кількість екранів: 3 (на 223, 146 та 105 місць). Відкрито  4 листопада 2003 року[2]
- Кінотеатр Київ. Адреса: Харків, бульвар Юр'єва 1. Кількість екранів: 6 (на 195, 403, 152, 170, 120 та 78 місць). Відкрито 2002 року.[2]
- Кінотеатр KinoLand. Адреса: Харків,  пр. 50-річчя ВЛКСМ 54. Кількість екранів: 3 (на 318, 156, 156 та 152 місць). Відрито 2003 року.[2]
- Кінотеатр 8 1/2. Адреса: Харків, вул. Донец-Захаржевського, 6/8. Кількість екранів: 8. Відкрито у грудні 2013 року.[2]
- Кінотеатр POZNAN. Адреса: Харків, вул. Академіка Павлова 160. Кількість екранів: 3 (на 174, 572, 68). Відкрито 2001 року.[2]. Кінотеатр не функціонував з 2014 по 8 жовтня 2015 року.[3]

### Колишні члени мережі KinoLand
Станом на серпень 2012 року жоден кінотеатр не вийшов з мережі кінотеатрів KinoLand.

### Власники
Засновником та власником кінотеатральної мережі Кіноцентр є зять покійного лідера ПР Євгена Кушнарьова Олександр Кагановський.

### Лого

Логотип до 2015 року
Логотип після 2015 року